# Werner Naumann
Werner Naumann (Góra, 1909. június 16. – Lüdenscheid, 1982. október 25.) nemzetiszocialista politikus és köztisztviselő. Goebbels utódja a birodalmi propagandaminiszteri poszton, mikor Hitler halála után Németország kancellárjává nevezték ki. Goebbels minisztersége alatt államtitkár. Naumann 1945. április végén meghívást kapott a Führerbunkerbe, ott várta ki a második világháború végét. A háború után a róla elnevezett neonáci Naumann-kör vezetője lett. 1953-ban végül letartóztatták. 1982-ben érte a halál Nyugat-Németországban.

## Ifjúkora és politikai karrierje
Naumann Guhrauban (ma Góra) született Sziléziában. Az iskola befejezése után politikai közgazdaságtant tanult. Naumann 1928-ban csatlakozott a náci párthoz, majd az SA tagja lett, ahol 1933-ra SA-Brigadeführer rangra léptették elő. Ezt követően Naumann átment az SS-hez, mint SS-Brigadeführer. 1937-ben a breslaui Propaganda Iroda vezetője lett. 
Egy évvel később Joseph Goebbels személyi segítője lett, 1942-ben pedig titkárhelyettese lett. Hivatalos beosztása "altitkár és a Miniszteri Hivatal vezetője a Propagandaminisztériumban" volt.  1944 áprilisában Naumannt a Propagandaminisztérium államtitkárává nevezték ki.  Tagja volt a Freundeskreis Reichsführer SS-nek Heinrich Himmler mellett. A  második világháború alatt a Waffen-SS-ben szolgált. 
A náci Németország utolsó napjaiban, amikor a szovjet erők elfoglalták Berlint, Hitler 1945. április 29-i Testamentumával kinevezték a Goebbels-kormány propagandaminiszterévé. Goebbels május 1-jei öngyilkossága után Karl Dönitz új birodalmi elnök felkérte Lutz Graf Schwerin von Krosigkot, hogy alakítson új kormányt. Ez Dönitz-kormány néven vált ismertté, és nem kapott helyet benne a Propagandaminisztérium.
1945. május 1-jén Naumann a berlini Führerbunker 3. számú kitörési csoportjának vezetője volt. A csoport tagja volt Martin Bormann, Hans Baur, Ludwig Stumpfegger és Artur Axmann is.   Ebből a csoportból csak Naumann és Axmann menekült meg a szovjet Vörös Hadsereg berlini kötelékéből, és jutott át Nyugat-Németországba. 
Részben a Naumann által később terjesztett pletykáknak köszönhető, hogy felmerült az a hiedelem, hogy Martin Bormann túlélte a második világháborút. Naumann szerint Bormann nemcsak még élt, de szavai szerint "szovjet kém volt, és biztosan előre megbeszélte, hol találkozhat a Vörös Hadsereg előrenyomó egységeivel... Bormann jelenleg Moszkvában él" - nyilatkozta Naumann. 

## A háború utáni élete, a neonáci tevékenysége és a halála
Németország veresége után Naumann öt évig álnéven élt, és mezőgazdasági munkásként dolgozott, majd kőművesként végzett. 1950 elején, az amnesztiatörvény hatálybalépése után újra feltűnt, és egy düsseldorfi import-export cég vezetője lett.  Naumann hamarosan kapcsolatba kezdett más, a szélsőjobboldalon politikailag aktív korábbi náci funkcionáriusokkal, köztük Hans-Ulrich Rudellel, Ernst Achenbachhel, Artur Axmannal, Otto Skorzenyvel és másokkal.  Ez a csoport Naumann-kör (Naumann-Kreis) vagy Gauleiter-kör néven vált ismertté. Körülbelül két évre beszivárogtak a Szabad Demokrata Pártba. Naumannt hat összeesküvőtársával együtt a brit hadsereg 1953. január 15-én letartóztatta, mert egy neonáci csoport vezetője volt, amely megpróbált beszivárogni a nyugatnémet politikai pártokba. Naumannt április 1-jén átadták a német hatóságoknak, és több mint hat hónapos letartóztatás után 1953. július 28-án a karlsruhei Szövetségi Alkotmánybíróság határozatával szabadult az előzetes letartóztatásból. 
1953. augusztus 5-én, alig egy héttel szabadulása után Naumann bejelentette szándékát, hogy a jobboldali Német Birodalom Pártja (DRP) jelöltjeként indul a Bundestag-i mandátumért. Azonban augusztus 23-án, mindössze két héttel a választások előtt, Észak-Rajna-Vesztfália tartomány kormánya, amely dénárosítási törvényszékként működött, a II. kategóriába tartozó bűnelkövetőnek minősítette. Ennélfogva öt évre eltiltották attól, hogy politikai párthoz tartozzon, politikai tevékenységet folytasson, politikai tisztséget viseljen, illetve szerzőként, újságíróként vagy műsorszolgáltatóként dolgozzon. Bundestag-jelöltsége így véget ért. 
A bűnügyi nyomozás folytatódott, és 1954. június 29-én a német ügyészek megállapították, hogy elegendő bizonyíték áll rendelkezésre a Naumann elleni büntetőeljárás lefolytatásához alkotmányellenes szervezet vezetésének vádjával,  azonban alig több mint öt hónappal később, 1954. december 3-án a karlsruhei büntetőbíróság megállapította, hogy a bizonyítékok nem támasztották alá a vádat, és a büntetőeljárást beszüntették.  1955. szeptember 23-án, alig több mint két évvel a Naumann elleni 5 éves politikai és polgári tilalmak bevezetése után Észak-Rajna-Vesztfália kormánya feloldotta ezeket.  Ennek ellenére Naumann soha többé nem indult a választáson. A lüdenscheidi Busch-Jaeger fémcég igazgatója lett, amely Goebbels mostohafia, Harald Quandt tulajdonában állt. Naumann könyve, a Nau Nau gefährdet das Empire? A Dürer Verlag kiadónál jelent meg 1953-ban. Naumann 1982-ben halt meg Lüdenscheidben, Nyugat-Németországban, 73 évesen. 

## Fordítás
Ez a szócikk részben vagy egészben  a   Werner Naumann című angol Wikipédia-szócikk fordításán alapul.  Az eredeti cikk szerkesztőit annak laptörténete sorolja fel. Ez a jelzés csupán a megfogalmazás eredetét és a szerzői jogokat jelzi, nem szolgál a cikkben szereplő információk forrásmegjelöléseként.